# Goxua

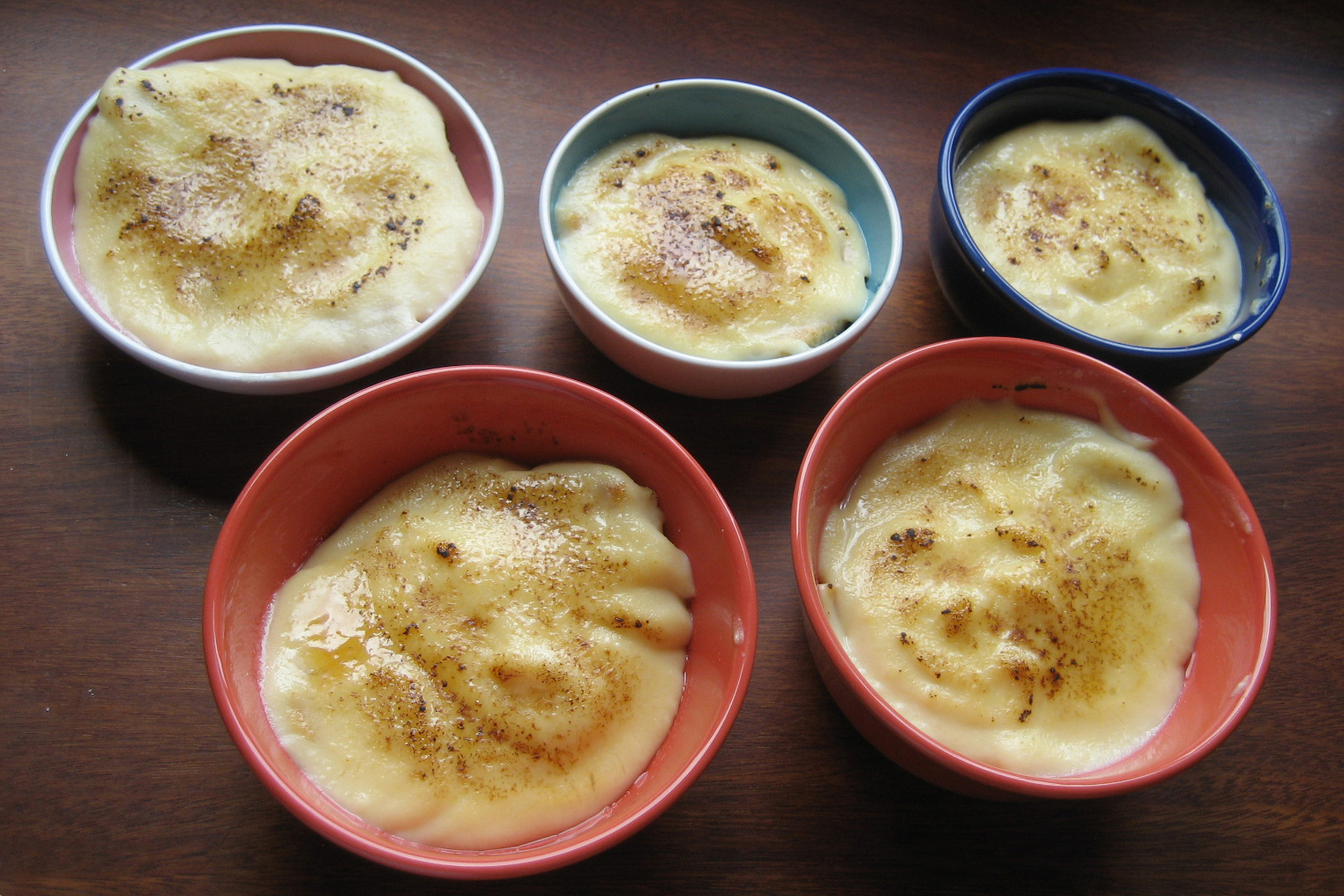
Goxua

Goxua [go'ʃua] ist ein Nachtisch aus dem Baskenland. Es handelt sich um eine Spezialität der Stadt Vitoria-Gasteiz.
Goxua besteht aus einer Puddingcreme,
Kuchenteig und Sahne, die in Schichten übereinandergelegt und mit Karamell überzogen werden.
Das Dessert wird häufig in einer kleinen Tonschale serviert.
Das Wort goxua leitet sich aus dem baskischen Wort goxo ['goʃo] (deutsch „süß“) her.